# Jay Emmanuel-Thomas
Jay Aston Emmanuel-Thomas (* 27. Dezember 1990 in London) ist ein englisch-lucianischer Fußballspieler.

## Karriere

### Verein
Das Fußballspielen erlernte Jay Emmanuel-Thomas in den Jugendmannschaften des FC Arsenal in London. Hier unterschrieb er 2008 auch seinen ersten Vertrag. Von 2009 bis 2011 wurde er an verschiedene Vereine ausgeliehen. 2009 spielte er für den in der Football League Championship, der zweiten Liga des Landes, spielenden FC Blackpool. Ein Jahr später wechselte er zum Ligakonkurrenten Doncaster Rovers. Nach Wales wurde er 2011 ausgeliehen. Hier spielte er für den in Cardiff beheimateten Cardiff City, ebenfalls in der Football League Championship. Einen neuen Vertrag unterschrieb er 2011 bei Zweitligisten Ipswich Town in Ipswich. Hier absolvierte er 71 Spiele und schoss dabei acht Tore. 2013 wechselte er zum Ligakonkurrenten Bristol City, wo er 82 Spiele bestritt und 24 Tore schoss. 2015 wechselte er zum Premier League–Absteiger Queens Park Rangers. Hier wurde er von 2016 bis 2017 an Milton Keynes Dons und an den FC Gillingham ausgeliehen. Beide Vereins spielten in der dritten Liga, der Football League One. 2019 ging er nach Asien und unterschrieb in Thailand einen Vertrag beim Erstligisten PTT Rayong FC. In der Hinserie kam er elf Mal zum Einsatz und schoss dabei ein Tor. Seit Mitte 2019 war er vereinslos. Am 30. September 2020 unterschrieb Emmanuel-Thomas einen Vertrag beim FC Livingston aus der Scottish Premiership und die Saison 2021/22 spielte der Stürmer für den Ligarivalen FC Aberdeen. Im Sommer 2022 wechselte er dann weiter zum Jamshedpur FC in die Indian Super League. Hier bestritt er 17 Erstligaspiele. Nach Vertragsende war er vom 1. Juni 2023 bis Ende Februar 2024 vertrags- und vereinslos. Am 23. Februar 2024 unterschrieb er in England einen Vertrag beim Fünftligisten Kidderminster Harriers. Bereits im Juli 2024 wechselte er weiter zum schottischen Zweitligisten Greenock Morton.
Im September 2024 wurde Emmanuel-Thomas wegen des Verdachts auf Drogenschmuggels verhaftet. Greenock Morton kündigte umgehend den Vertrag. Im Mai 2025 bekannte er sich schuldig, zwei Frauen damit beauftragt zu haben insgesamt 60 Kilogramm Cannabis von Thailand in das Vereinigte Königreich zu bringen.

### Nationalmannschaft
Von 2007 bis 2008 lief er fünfmal für die englische U-17-Nationalmannschaft auf. Zweimal, von 2008 bis 2009, trug er das Trikot der englischen U-19-Nationalmannschaft.

## Erfolge und Auszeichnungen

### Erfolge
FC Arsenal
- 2008/09 FA Youth Cup
- 2008/09 Premier Academy League

Bristol City
- 2014/15 Football League One
- 2014/15 Football League Trophy

### Auszeichnungen
- Januar 2015 – PFA League One – Player of the Month

## Sonstiges
Der in England geborene Stürmer hat einen dominicanischen Vater und seine Mutter stammt von der Insel St. Lucia. Sein jüngerer Bruder Caiden Imbert-Thomas (* 1998) ist ebenfalls Fußballer und spielt momentan für den schottischen Fünftligisten FC Deveronvale.